# Janismo

Jânio Quadros, presidente do Brasil em 1961.

Janismo foi um comportamento político e ideologia frequentemente atribuído a Jânio Quadros, o 22.º presidente do Brasil. Consistia de um populismo conservador que visava mobilizar a classe baixa, sobretudo composta pelo operariado, contra a elite política.

## Antecedentes
Durante o mandato do ex-presidente Juscelino Kubitschek, o governo brasileiro adotou uma política desenvolvimentista. Construiu a cidade de Brasília sob a promessa de desenvolvimento da indústria nacional em 5 anos.

## Princípios
O janismo é definido pelas promessas de campanha eleitoral e ações do governo sob a presidência de Jânio Quadros. O principal objetivo da ideologia é combater a corrupção. Caracteriza-se como populismo que contrata com o getulismo e o peronismo. A diferença entre o janismo e o getulismo estava na forma como suas políticas visavam a classe baixa. Enquanto Getúlio Vargas apelava para a classe trabalhadora com promessas de melhores condições de vida e trabalho, Jânio apelava para a mesma classe com promessas de levar à justiça funcionários corruptos do governo. Características do janismo incluem:
- Anticorrupção: Jânio divulgou propaganda anticorrupção ao longo de sua campanha eleitoral, por vezes de forma lúdica, usando uma vassoura para indicar que iria "varrer os ratos, ricos e reacionários";[6]
- Não alinhamento: Jânio recusou-se a seguir os pontos de vista de sua coligação, mantendo relações com os países do Bloco de Leste e chegando a condecorar o revolucionário cubano Che Guevara e o cosmonauta soviético Iuri Gagarin,[7][8] apesar da ideologia conservadora de seu partido, PTN. Ele também nomeou ministros rivais de sua base política no Congresso Nacional;
- Política apartidária:[9] Jânio nunca se comprometeu com nenhum partido, mas "só com as massas", em quem queria ter confiança na sua liderança. Segundo as historiadoras Lilia Schwarcz e Heloísa Starling, Jânio deixou claro que estava acima de todos os partidos e políticos tradicionais.[10]
- Antiparlamentarismo: Depois de perder o apoio do Congresso brasileiro, Jânio escreveu uma carta ao público declarando que o parlamento era dominado por elites políticas que tentavam boicotar seu governo.[11] Jânio esperava governar acima da vontade do Legislativo por meio do apoio popular;
- Moralismo: Socialmente conservador, Jânio chegou a proibir o uso de biquini nas praias, lança-perfume em bailes e até rinhas de galo.[8]

## Movimento Jan-Jan
Durante a eleição presidencial de 1960, insatisfeitos com a candidatura de Henrique Teixeira Lott (apoiado pelo PTB), os sindicalistas apoiaram a candidatura de Jânio Quadros à presidência e de João Goulart (Jango), seu rival, à vice-presidência. Essa coalizão não formal foi chamada de "Movimento Jan-Jan". Pela primeira vez em décadas, foi eleito um vice-presidente que concorreu na oposição (Goulart era aliado do principal rival de Jânio, Kubitschek). Apesar da divergência entre os dirigentes, Jânio era o candidato preferido da classe trabalhadora.

## Legado
Entre o fim do século XX e meados século XXI, alguns políticos, como Levy Fidelix e Fernando Chiarelli, fizeram do ataque à corrupção do Estado brasileiro à maneira do janismo suas plataformas de campanha. Em 1994, o MTR, criado por Fernando Ferrari e ligado à candidatura de Jânio ao governo paulista, ressurgiu como PRTB, fundado por Fidelix e que anos depois viu a filiação de Pablo Marçal. Outro partido ligado ao janismo é o Partido Trabalhista Nacional (atualmente chamado Podemos), que surgiu em 1997 buscando refundar o PTN de Jânio.